# Rat für staats- und rechtswissenschaftliche Forschung der DDR
Der Rat für staats- und rechtswissenschaftliche Forschung der DDR war ein wissenschaftliches Gremium der Deutschen Demokratischen Republik. Er diente als Instrument der SED für die Planung und Leitung der Sozialwissenschaften. Die Vorsitzenden der Wissenschaftlichen Räte gehörten zur Nomenklatura der Abteilung Wissenschaften des ZK der SED. Die Räte hatten dort ihren Sitz, wo die für die SED politisch zuverlässigsten Potenzen auf dem jeweiligen Gebiet vorhanden waren.

## Geschichte
Verkündete Karl-Heinz Röder 1982 der internationalen Fachwelt im Rahmen der Betonung der Bedeutung der Wissenschaftlichen Räte noch eine Zahl von 14 sozialwissenschaftlichen Räten in der DDR, waren es in den Erinnerungen von Gregor Schirmer zum Ende der DDR 26 Wissenschaftliche Räte auf dem Gebiet der Sozialwissenschaften. Der Nutzen der zentral vom SED-Apparat gesteuerten Räte war bis zum Ende der DDR umstritten, resümierte Kulturminister Dietmar Keller, der in mehr als einem halben Dutzend Wissenschaftlicher Räte qua Amt saß, in seinen Erinnerungen: „Wenn es sich irgendwie ermöglichen ließ, legte ich meine Auslandsreisen, den Empfang von internationalen Delegationen, den Wechsel von Rektoren oder irgendwelche Festveranstaltungen auf die Termine der Sitzungen dieser verschiedenen Räte.“
Mit Beschluss des Politbüros des ZK der SED vom 25. Februar 1969 befand die Staatspartei über die Aufgaben der Deutschen Akademie für Staats- und Rechtswissenschaft „Walter Ulbricht“ in Forschung und Lehre und bei der Ausbildung leitender Staatsfunktionäre. Die Anlage 3 des Beschlusses enthielt eine Arbeitsordnung des Rates für staats- und rechtswissenschaftliche Forschung der DDR: „Der Rat (…) ist das wissenschaftliche Organ für die Beratung, Koordinierung und Kontrolle der Entwicklung der staats- und rechtswissenschaftlichen Forschung in der DDR. Der Rat hat seinen Sitz an der Deutschen Akademie für Staats- und Rechtswissenschaft „Walter Ulbricht“ in Potsdam-Babelsberg als Forschungsleiteinrichtung der staats- und rechtswissenschaftlichen Forschung in der DDR und wird vom Rektor dieser Akademie geleitet.“ Mitglieder des Rates waren u. a. Reiner Arlt, Kurt Wünsche, Josef Streit, Heinrich Toeplitz, Gregor Schirmer und Hermann Kleyer, Sekretär des Rates war Gerhard Stiller. In ideologischer und organisatorischer Hinsicht waren die Festlegungen des Politbüro-Beschlusses eine Reaktion auf die Auseinandersetzungen über revisionistische Abweichungen in der DDR-Rechtswissenschaft im Umfeld des Prager Frühlings. Die Wegbereitung zu dieser außerordentlichen Aufwertung der Babelsberger Akademie hatte Walter Ulbricht in seiner Rede zu deren 20-jährigem Bestehen im Oktober 1968 vorgenommen.
Mit einem erneuten Politbüro-Beschluss „Über die Aufgaben der Akademie für Staats- und Rechtswissenschaft der DDR“ vom 23. Januar 1973 wurde die Babelsberger Akademie nach dem Ende der Ära Ulbricht in der staatsideologischen und juristischen Forschung und Ausbildung neu platziert. Durch den Beschluss wurde die Deutsche Akademie für Staats- und Rechtswissenschaft „Walter Ulbricht“ in „Akademie für Staats- und Rechtswissenschaft der DDR“ umbenannt, der bisher an der Babelsberger Akademie bestehende Rat für staats- und rechtswissenschaftliche Forschung wurde aufgelöst und an der Akademie der Wissenschaften der DDR neu gegründet. Die Gründung des Rates für staats- und rechtswissenschaftliche Forschung an der Akademie der Wissenschaften der DDR erfolgte am 4. Mai 1973 und wurde durch den Vizepräsidenten der Akademie Werner Kalweit vorgenommen. Zum Vorsitzenden des neu gebildeten Rates wurde jedoch der Rektor der Babelsberger Akademie für Staats- und Rechtswissenschaft der DDR, Gerhard Schüßler, bestimmt. Verantwortlich für die Arbeit des Rates wurde indessen der Präsident der Akademie der Wissenschaften der DDR, die Kontrolle oblag der Abteilung Wissenschaften des ZK der SED. Damit war der Rat aus der Unterstellung unter die Abteilung Staats- und Rechtsfragen des ZK herausgelöst. Dies bedeutete allerdings nicht den Verlust jeder Einflussnahme dieser ZK-Abteilung auf die Tätigkeit des Rates. Die Konstruktion der Leitung des Rates, der in den Zuständigkeitsbereich des Präsidenten der Wissenschaftsakademie fiel, durch den Rektor der Babelsberger Akademie, deutete auf den apparatinternen Kompromisscharakter des Beschlusses über die Babelsberger Akademie hin. Gleiches galt für das Belassen der Herausgeberschaft der Zeitschrift „Staat und Recht“ bei der Babelsberger Akademie. Damit blieb der ZK-Abteilung für Staats- und Rechtsfragen ein Weg zur direkten Steuerung und Kontrolle der staats- und rechtswissenschaftlichen Meinungsbildung erhalten. Dieser Kompromiss um die Bildung des neuen Rates an der Akademie der Wissenschaften der DDR stellte eine Entmachtung der Akademie für Staats- und Rechtswissenschaft in Potsdam-Babelsberg dar. Die Babelsberger Akademie war lange Zeit unter Walter Ulbricht eine Hochburg marxistisch-leninistischer Orthodoxie und fungierte als rigorose Dirigentin der Rechtswissenschaft, in dem sie die rechtswissenschaftlichen Fakultäten unter strenge Kuratel stellte. Mitglieder des neu gegründeten Rates waren u. a. Michael Benjamin, Erich Buchholz, Harry Harrland, John Lekschas, Karl A. Mollnau, Eberhard Poppe, Karl-Heinz Röder, Karl-Heinz Schöneburg, Wolfgang Seiffert und Wolfgang Weichelt. Sekretär des Rates war Helmut Kintzel.

## Staatssicherheit und Propaganda
Erich Buchholz war seit dem 8. Juli 1975 als IM „Richter“ für das Ministerium für Staatssicherheit registriert. John Lekschas war seit dem 23. April 1954 als Geheimer Hauptinformator (GHI) „Hans Jäger“ für das Ministerium für Staatssicherheit erfasst. Karl-Heinz Röder wurde nach der Wiedervereinigung von dem renommierten Heidelberger Politikwissenschaftler Klaus v. Beyme, der zu den weltweit bekanntesten und vielseitigsten Politikwissenschaftlern zählt, als Stasi-Offizier in den höchsten Rängen identifiziert.
Zu den vielfältigen, teils rechtspropagandistischen Aktivitäten des Rates gehörte eine Tagung, die im Oktober 1976 zum Thema „Der Mechanismus der politischen Macht in den Ländern des Kapitals – Analyse und Kritik der imperialistischen Staats- und Rechtspraxis sowie der Staats- und Rechtsideologie“ in Berlin durchgeführt wurde. Der Ratsvorsitzende Gerhard Schüßler erläuterte im Vorwort des Tagungsbandes, „dass es um methodische und inhaltliche Fragen der Analyse und Kritik der imperialistischen Staats- und Rechtsentwicklung ginge und Schlussfolgerung für die weitere Arbeit auf diesem bedeutsamen Feld des Klassenkampfes gezogen werden müssten“. Dementsprechend kämpferisch verhielten sich u. a. auch die Tagungsbeiträge von Hermann Klenner, Roland Meister, Karl-Heinz Röder und Wolfgang Seiffert.
Seiffert, Direktor des angesehenen Babelsberger Institutes für Ausländisches Recht und Rechtsvergleich und Intimus von Erich Honecker aus gemeinsamen FDJ-Zeiten, verließ im Februar 1978 mit Erlaubnis des Staatsratsvorsitzenden die DDR. Honecker hatte mit der Verfassungsänderung 1974 das nationale Ziel zugunsten eines DDR-Separatismus aufgegeben. Seiffert, dies juristisch für einen Staatsstreich haltend, zog aus seinen nun bestehenden erheblichen Zweifeln an den Zielen der SED in der Deutschlandpolitik die Konsequenzen und siedelte mit seiner Familie nach Kiel über. Dort erklärte er, rückblickend auf die jähen politischen und damit auch für die Staats- und Rechtswissenschaft bedeutenden Wendungen und Wirrungen in Babelsberg u. a.: „Rektor und Ratsvorsitzender Gerhard Schüßler verwaltet die Akademie wie ein Postamt“. Diese Einschätzung Seifferts bezüglich des Rektors und Ratsvorsitzenden hatte ein erhebliches öffentliches Echo zur Folge.
Der Umstand, dass der Grundsatz der Freiheit der Wissenschaft und ihrer Lehre in der DDR-Verfassung von 1949 im Artikel 34 festgeschrieben, in den folgenden Verfassungen von 1968 und 1974 nicht mehr erschien und durch den Grundsatz der Förderung der Wissenschaft, Forschung und Bildung im Artikel 17 ersetzt wurde, hatte auch und insbesondere für die staats- und rechtswissenschaftliche Forschung in der DDR gravierende Folgen. Die politiknahen Bereiche der Sozialwissenschaften verloren den letzten Rest von Selbständigkeit und Unabhängigkeit gegenüber der Politik und wurden zum Bestandteil politischer Strukturen und Instrumentarien gemacht.

## Veröffentlichungen
- Abhandlungen der Akademie der Wissenschaften der DDR, Veröffentlichungen der Wissenschaftlichen Räte. Imperialistische Staats- und Rechtsentwicklung. Zur Analyse und Kritik ihrer Praxis und Ideologie, Akademie Verlag, Berlin 1977
- Abhandlungen der Akademie der Wissenschaften der DDR, Veröffentlichungen der Wissenschaftlichen Räte. Staat, Recht und sozialistische Volkswirtschaft, Akademie Verlag, Berlin 1981
- Abhandlungen der Akademie der Wissenschaften der DDR, Veröffentlichungen der Wissenschaftlichen Räte. Die Herausbildung und Entwicklung junger Nationalstaaten - Tendenzen ihrer Verfassungsentwicklung, Akademie Verlag, Berlin 1981
- Abhandlungen der Akademie der Wissenschaften der DDR, Veröffentlichungen der Wissenschaftlichen Räte. Grundprobleme der rechtlichen Verantwortlichkeit, Akademie Verlag, Berlin 1982
- Abhandlungen der Akademie der Wissenschaften der DDR, Veröffentlichungen der Wissenschaftlichen Räte. Zur Rechtsentwicklung im Prozess sozialistischer ökonomischer Integration, Akademie Verlag, Berlin 1983
- Abhandlungen der Akademie der Wissenschaften der DDR, Veröffentlichungen der Wissenschaftlichen Räte. Rechtswissenschaft und Gesetzgebung, Akademie Verlag, Berlin 1983
- Abhandlungen der Akademie der Wissenschaften der DDR, Veröffentlichungen der Wissenschaftlichen Räte. Ökonomische Strategie der 80er Jahre und Effektivität des Wirtschaftsrechts, Akademie Verlag, Berlin 1983
- Abhandlungen der Akademie der Wissenschaften der DDR, Veröffentlichungen der Wissenschaftlichen Räte. Erfahrungen bei der Anwendung des Zivilgesetzbuches in der Praxis, Akademie Verlag, Berlin 1985
- Abhandlungen der Akademie der Wissenschaften der DDR, Veröffentlichungen der Wissenschaftlichen Räte. Der 40. Jahrestag der Befreiung - Vier Jahrzehnte Entwicklung einer marxistisch-leninistischen Staats- und Rechtswissenschaft der DDR, Akademie Verlag, Berlin 1987
- Abhandlungen der Akademie der Wissenschaften der DDR, Veröffentlichungen der Wissenschaftlichen Räte. Zur Tätigkeit der örtlichen Volksvertretungen in der DDR, Akademie Verlag, Berlin 1987